# 天主教马德里总教区

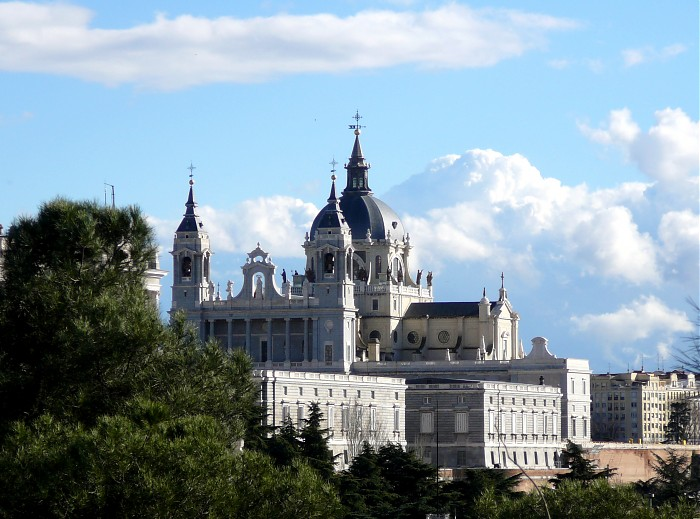
位於马德里王宫南側的阿穆德納聖母主教座堂

馬德里總教區（西班牙語：Archidiócesis de Madrid）是天主教會在西班牙首都馬德里設置的總教區，也是馬德里自治區境內三個教區之一。主教座堂為阿穆德納聖母主教座堂。

## 歷史
成立於1885年，係從托萊多總教區分設，管轄範圍為馬德里省（後為馬德里自治區）全境。 1964年升格為總教區，當時仍屬於托萊多教省範圍。至1991年7月23日，馬德里總教區分出埃納雷斯堡（Alcalá de Henares）、赫塔費（Getafe）兩個教區，這三個教區同時組成馬德里教省，由馬德里總教區擔當教省的首府。於2011年8月16日至8月21日總教區主辦世界青年日第13次國際級慶典。

## 現況
2011年，在當地4,173,000人口中，有教友3,611,000人，佔轄區總人口86.5%、480個堂區、3,223名司鐸、29名執事、2,688名修士、7,115名修女。現任總主教為嘉祿·奧索羅·西耶拉樞機，總主教榮休安多尼·瑪利亞·羅烏科·巴雷拉樞機及亞爾伯·伊涅斯塔·希門尼斯輔理主教。